# Pilisjászfalu
Pilisjászfalu là một thị trấn thuộc hạt Pest, Hungary. Thị trấn này có diện tích 6,97 km², dân số năm 2010 là 1490 người, mật độ 214 người/km².